# Wilen
Wilen är en ort och kommun i distriktet Münchwilen i kantonen Thurgau, Schweiz. Kommunen har 2 525 invånare (2023).